# Handley Page Victor
A Victor nagy hatótávolságú, sugárhajtású hadászati bombázó repülőgép, melyet a Handley Page Aircraft Company fejlesztett ki és gyártott a hidegháború idején az 1950-1960-as években, a Brit Királyi Légierő (RAF) részére. Egyike a három „V-bombázó” típusnak, melyeket a RAF alkalmazott, ezek nukleáris fegyverek bevetésére lettek létrehozva.
A tízéves gyártás alatt összesen 86 darab készült belőle – 2 darab HP.80 prototípus, 50 darab B.1 és 34 darab B.2 változat –, az 1993-as kivonásukig számos módosítást hajtottak végre rajtuk a hadászati felderítő, támadó és légi utántöltő feladatok ellátása érdekében. A nukleárisfegyver-elrettentés érdekében 1968-ban hadrendbe állított Resolution osztályú tengeralattjárókról indítható Polaris rakéták miatt a V-bombázóflotta méretét csökkenteni kellett, a feleslegessé vált Victorokat ezért légi utántöltő repülőgépekké alakították át. A Falkland-szigeteki háború idején a Victor-tankerek segítették a Vulcanok célhoz jutását, ahogy a Black Buck-i rajtaütés idején is.
Összesen 16 tonna bombaterhet emelhetett fel (35 darab ezerfontos bombát), valamint alkalmassá tették a szintén brit Yellow Sun szabadesésű atombomba és a Blue Steel nevű nukleáris töltetű manőverező robotrepülőgép bevetésére is.
Napjainkra öt példány maradt fenn, ebből csak kettő – két K.2 – gurulóképes.

## Fordítás
- Ez a szócikk részben vagy egészben  a   Handley Page Victor című angol Wikipédia-szócikk ezen változatának fordításán alapul.  Az eredeti cikk szerkesztőit annak laptörténete sorolja fel. Ez a jelzés csupán a megfogalmazás eredetét és a szerzői jogokat jelzi, nem szolgál a cikkben szereplő információk forrásmegjelöléseként.